# Arthropoda
Los artrópodos (Arthropoda, del griego ἄρθρον, árthron, ‘articulación’ y πούς, poús, ‘pie’) constituyen el filo más numeroso y diverso del reino animal (Animalia). El grupo incluye animales invertebrados dotados de un esqueleto externo y apéndices articulados; los insectos, arácnidos, crustáceos y miriápodos, entre otros.
Hay más de 1 300 000 especies descritas, en su mayoría insectos (estimados entre 941 000 a 1 000 000 de especies), que representan al menos el 80 % de todas las especies animales conocidas. Son importantes miembros de ecosistemas marinos, de agua dulce, terrestres y aéreos. Varios grupos de artrópodos están perfectamente adaptados a la vida en ambientes secos, al igual que los vertebrados amniotas y a diferencia de todos los demás filos de animales, que son acuáticos o requieren ambientes húmedos.
Si bien no hay una especialidad de la zoología que estudie específicamente a todos los artrópodos en su conjunto, hay ciencias que estudian específicamente a los insectos (entomología), arácnidos (aracnología) y crustáceos (carcinología).

## Origen
Los artrópodos fueron clasificados tradicionalmente junto con los anélidos dentro del clado Articulata. Por lo tanto, se creía que los primeros artrópodos podrían haber sido similares a los anélidos; aunque dado que los restos fósiles de anélidos eran poco comunes, la clasificación de los artrópodos en Articulata estaba basada principalmente en similitudes morfológicas.
El amplio registro fósil de los artrópodos y los análisis moleculares descartan la agrupación en Articulata, incluyendo a los artrópodos en el clado Ecdysozoa y a los anélidos en Spiralia. Actualmente se piensa que los primeros artrópodos fueron animales pequeños, segmentados y con apéndices, denominados lobópodos. Se cree que estos animales, entre otros grupos de clasificación incierta, representan varios taxones del grupo troncal del filo Arthropoda.
Por otra parte, se ha propuesto que ciertos organismos pertenecientes a la biota de Ediacara (de hace 555 millones de años) están relacionados con los artrópodos. Dichos animales del periodo Ediacárico son formas «seudo-bilaterales» que han sido incluidos dentro del grupo Proarticulata, como los géneros Dickinsonia, Spriggina y Vendia, aunque poseen una segmentación diferente a la de los actuales artrópodos.

## Características
Los artrópodos constituyen uno de los grandes filos del reino animal, subdividido en diversas clases, algunas de las cuales cuentan con gran número de géneros y especies. Se los denomina de esta manera por estar provistos de patas articuladas. Todo el cuerpo de los artrópodos está formado por varios segmentos unidos entre sí por medio de membranas articulares.
A pesar de su gran variedad y su disparidad, los artrópodos poseen en común características morfológicas y fisiológicas fundamentales:
- Presencia de apéndices articulados que muestran una plasticidad evolutiva enorme y que han dado lugar a las estructuras más diversas (patas, antenas, branquias, pulmones, mandíbulas, quelíceros, etc.).
- Presencia de un esqueleto externo o exoesqueleto quitinoso que mudan periódicamente. Dado que diversos filos pseudocelomados también mudan la cutícula, algunos autores relacionan a los artrópodos con los nematodos y grupos afines, en un clado llamado Ecdysozoa.[14][15]

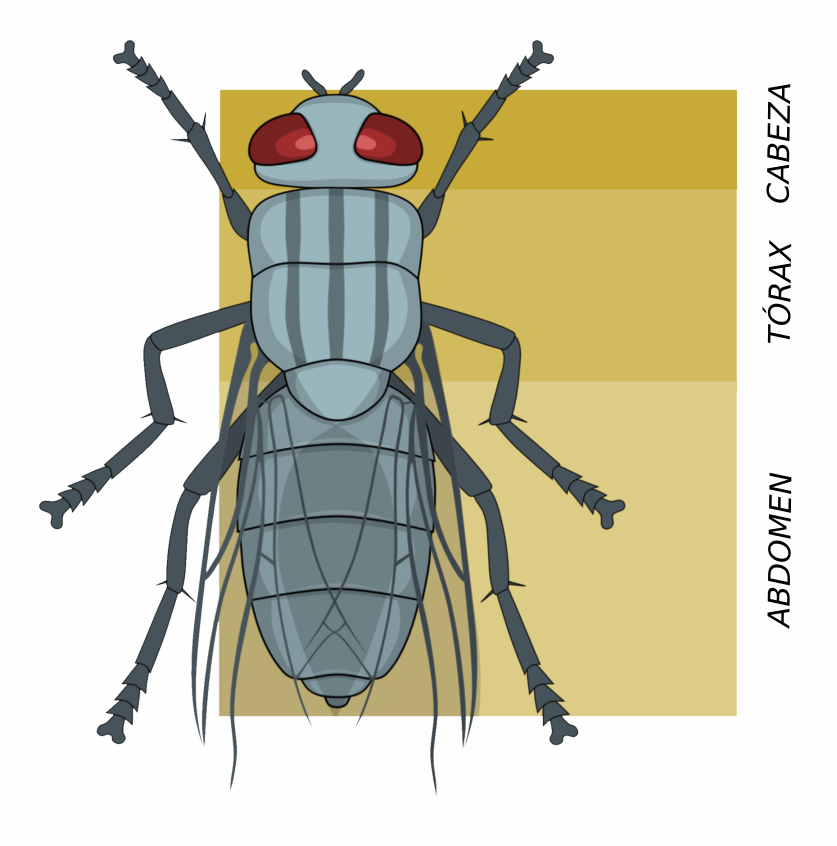
Ejemplo de tagmas o regiones corporales en un insecto.

- Cuerpo constituido por segmentos repetitivos, fenómeno conocido como metamería, con lo que el cuerpo aparece construido por módulos repetidos a lo largo del eje antero-posterior. La segmentación va acompañada de regionalización o tagmatización, con división del cuerpo en dos o tres regiones en la mayoría de los casos. Por este carácter se les ha relacionado tradicionalmente con los anélidos que también son animales metamerizados;[4][16][17] pero los defensores del clado Ecdysozoa argumentan que es un caso de convergencia evolutiva (véase Articulata y Ecdysozoa, y en este mismo artículo el apartado Filogenia).

### Exoesqueleto
El exoesqueleto de los artrópodos es una cubierta continua llamada cutícula, que se extiende incluso por los dos extremos del tubo digestivo y por las vías o cavidades respiratorias, y que está situada por encima de la epidermis (llamada en estos por ese motivo hipodermis), que es la que la secreta. 

A: Cutícula y epidermis; B: Detalle de la epicutícula. 1: Epicutícula; 1a: Cemento; 1b: Ceras; 1c: Epicutícula externa; 1d: Epicutícula interna. 2: Exocutícula; 3: Endocutícula; 2+3: Procutícula; 4: Epitelio; 5: Lámina basal; 6: Célula epitelial; 6a: Canal poroso; 7: Célula glandular; 8: Célula tricógena; 9: Célula termógena; 10: Terminación nerviosa; 11: Pelo sensorial; 12: Pelo; 13: Poro glandular.

La composición del exoesqueleto es glucopeptídica (con una parte glucídica y una parte peptídica). El componente principal y más característico pertenece al primero de estos dos tipos, y es la quitina, un polisacárido derivado del aminoazúcar N-acetil-2-D-glucosamina que se encuentra también, por ejemplo, en la pared celular de los hongos. En muchos casos la consistencia del exoesqueleto gana por el añadido de sustancias minerales, como en el caso de los cangrejos y otros crustáceos decápodos cuya cutícula aparece calcificada, por depósito de carbonato cálcico.
El espesor y dureza de la cutícula no es igual en toda su extensión. Por el contrario, aparece formando zonas endurecidas llamadas escleritos, separadas o unidas entre sí por zonas más delgadas y flexibles. Los escleritos reciben denominaciones complejas que varían en cada grupo, pero de manera general se denominan terguitos a los de ubicación dorsal; esternitos, los de ubicación ventral; y pleuritos, los laterales. Pueden existir además crestas del exoesqueleto desarrolladas hacia adentro llamadas apodemas y otras llamadas apófisis, ambas invaginaciones de la pared del cuerpo, que forman procesos rígidos que sirven para la inserción de músculos y para dar fortaleza o rigidez al exoesqueleto.
El exoesqueleto está estructurado en las siguientes capas:
1. Epicutícula: Muy delgada, estratificada a su vez y con propiedades hidrófobas que le confieren una función impermeabilizante. Está compuesta de proteínas y sustancias lipídicas tales como ceras. Donde es más delgada se facilita el intercambio de sustancias, por ejemplo la transpiración.
2. Procutícula: Es la parte principal y más gruesa de la cutícula. Está formada a su vez por dos capas:
  1. Exocutícula: Esta parte es la de espesor más desigual y la más rígida. Su dureza deriva de la presencia de compuestos fenólicos que enlazan a los otros polímeros. Abunda en los escleritos y es más delgada o está ausente en las zonas de articulación.
  2. Endocutícula: Gruesa, pero a la vez flexible y de espesor más uniforme que la exocutícula.

La cutícula aparece muy frecuentemente cubierta de quetas (pelos) de diversa función, incluida la sensorial táctil.
La coloración de los artrópodos suele depender de la cutícula. En la procutícula se depositan pigmentos coloreados o cristales de guanina. La epicutícula puede presentar estriaciones finas que producen colores físicos (no químicos), como la apariencia metálica o irisada de muchos insectos.

### Ecdisis
El esqueleto externo tiene una desventaja y es que, para poder crecer, el animal debe desprenderse de él. Lo hace en un proceso, controlado hormonalmente, de ecdisis o muda. La hipodermis secreta enzimas que ablandan y digieren en parte la capa más inferior de la cutícula (la endocutícula), provocando que el resto se desprenda. Inmediatamente comienza la secreción de una cutícula nueva, primero la epicutícula y luego, debajo de ella, la procutícula. Hasta que se endurece esta nueva cubierta el animal está relativamente indefenso, con menos posibilidad de escapar o resistirse. Todo el proceso de la muda está controlado hormonalmente; la ecdisona u «hormona de la muda» es la sustancia responsable de que estos cambios se produzcan. Se llaman estadios o instares a las sucesivas fases de la existencia del animal entre muda y muda. Este rasgo lo comparten los artrópodos con algunos otros filos, como los nemátodos que también tienen una cutícula y mudan.

### Apéndices
Los apéndices son expansiones articuladas del exoesqueleto, en cuyo interior se sitúan los músculos estriados que, adheridos a las articulaciones, les proporcionan versatilidad y rapidez de movimientos. Se llama artejos (voz que deriva del latín artículo, ‘articulado’) a las piezas articuladas que forman los apéndices.
Existen dos tipos básicos de apéndices, los unirrámeos, formados por un solo eje, propios de los artrópodos terrestres (arácnidos, miriápodos e insectos); y los birrámeos formados por dos ejes y propios de los artrópodos acuáticos (trilobites y crustáceos). No hay acuerdo sobre cuál fue el apéndice ancestral.
En el curso de la evolución ha existido la tendencia a restringir los apéndices a determinadas regiones del cuerpo y a especializarlos para funciones distintas. Los apéndices de la cabeza están adaptados para la percepción sensorial, la defensa y para manipular los alimentos; los del tórax sirven para la locomoción y natación; los abdominales cumplen funciones respiratorias y reproductoras, como retener los huevos o aferrarse a la pareja durante la cópula. Otros se han modificado de tal modo que cuesta reconocerlos como tales (hileras de las arañas, peines de los escorpiones).

### Aparato digestivo
El aparato digestivo de los artrópodos se divide en tres regiones bien diferenciadas, el estomodeo, el mesodeo y el proctodeo. Estomodeo y proctodeo son las regiones situadas en el extremo anterior y posterior, respectivamente; están recubiertas de cutícula que se renueva cada vez que el animal muda. La parte media del tubo digestivo, el mesodeo, deriva del endodermo (segunda hoja blastodérmica) y es la que produce las secreciones digestivas y donde se realiza la mayor parte de la absorción de nutrientes; frecuentemente presenta derivaciones o ciegos laterales que amplían su superficie.

### Respiración
Muchos artrópodos son demasiado pequeños como para tener o necesitar órganos respiratorios. 
Los artrópodos acuáticos suelen presentar branquias, apéndices internamente más vascularizados que los otros órganos. Se encuentran en los crustáceos, como especializaciones de la rama dorsal de los apéndices torácicos, y de la misma manera en los xifosuros o en los euriptéridos o los primeros escorpiones fósiles. También se encuentran branquias secundarias (derivadas de las tráqueas) en las larvas acuáticas de algunos insectos, como las efímeras. 
Como es general en los animales, los miembros del grupo de vida aérea respiran por órganos internalizados, que en los artrópodos pueden ser de dos tipos:
- Tráqueas: Los insectos, algunos órdenes de arácnidos, los miriápodos y las cochinillas de la humedad (crustáceos adaptados a la vida terrestre) presentan una red de conductos que comunican con el exterior por orificios llamados espiráculos, frecuentemente dotados de aberturas provistas de válvulas que regulan su diámetro. La cutícula en estas estructuras es muy delgada y permeable, que en todo caso se desprende cuando llega la muda. En algunos casos se observa una ventilación activa, con movimientos cíclicos de inspiración y espiración.
- Pulmones en libro: Presentan una estructura interna muy plegada, lo que multiplica la superficie por la que se realiza el intercambio de gases, y se abren al exterior por aberturas propias e independientes. Se encuentran pulmones en libro en varios órdenes de arácnidos, entre los que destacan las arañas y los escorpiones.

### Circulación
El aparato circulatorio de los artrópodos es abierto, es decir, no existe un circuito cerrado de vasos por el que circule un líquido diferenciado, lo que propiamente se podría llamar sangre. Lo que existe es un vaso especializado que recorre longitudinalmente gran parte del cuerpo llamado corazón dorsal. Al contraerse dicho órgano, mueve el líquido corporal interno: la hemolinfa, que recibe de vasos posteriores abiertos e impulsa hacia adelante por vasos igualmente abiertos (separados mediante válvulas). El tramo del vaso que se encuentra conectado al cerebro se denomina aorta, en el cual irriga directamente la cavidad cerebral y los órganos cercanos a este para luego retornar a la red de vasos y llegar nuevamente al corazón dorsal. La hemolinfa llega a las extremidades a través de bombas musculares que, con la ayuda de contracciones musculares, actúan como «corazones auxiliares» permitiendo al fluido circulatorio alcanzar aquella zona del cuerpo.
La red de vasos está siempre escasamente desarrollada, salvo en las branquias de los artrópodos acuáticos. No hay células sanguíneas especializadas en el transporte de oxígeno, aunque, como en todos los animales existen amebocitos (células ameboideas) con funciones de inmunidad celular y hemostasis (coagulación y cicatrización). Sí puede haber pigmentos respiratorios, pero disueltos en la hemolinfa.

### Excreción
Los crustáceos presentan para la excreción glándulas antenales y maxilares, en la base de esos apéndices. Los arácnidos suelen disponer de glándulas coxales, que desembocan en la base de las patas locomotoras. En insectos y en miriápodos aparecen órganos tubulares característicos, llamados tubos o conductos de Malpighi, que desembocan entre el intestino medio y el intestino posterior (proctodeo); sus productos se suman a la composición de las heces.
Los artrópodos terrestres suelen ser uricotélicos, es decir, que para la excreción nitrogenada no producen amoníaco o urea, sino ácido úrico o, a veces, guanina.
En los artrópodos es frecuente la excreción por acumulación, como alternativa o complemento de la excreción por secreción. En este caso se acumulan los productos de excreción en nefrocitos, células pericárdicas o directamente en la cutícula. La acumulación suele ser de uratos o guanina, bases nitrogenadas muy poco solubles que forman depósitos sólidos. En este último caso las mudas sirven para la función añadida de librarse de esas excretas.

### Sistema nervioso
Como corresponde a los protóstomos, el sistema nervioso se desarrolla en el lado ventral del cuerpo, y como corresponde a animales metaméricos, su organización es segmentaria. En cada segmento aparece un par de ganglios, de posición más o menos ventrolateral, con los dos ganglios de un par soldados o unidos por una comisura transversal y los de pares consecutivos unidos por nervios conectivos.

#### Sistema nervioso central
En los artrópodos es un órgano de tipo anelidiano, por tanto, tiene una estructura primariamente en forma de escalera de cuerda, o sea, dos cordones nerviosos longitudinales que recorren la parte ventral del cuerpo, con un par de ganglios por metámero unidos transversalmente por comisuras; no obstante, se producen procesos de concentración de ganglios debidos a la formación de tagmas.

##### Cerebro o sincerebro
Normalmente está formado por tres pares de ganglios que se asocian, correspondientes al procéfalon.
Se pueden diferenciar tres regiones:
- Protocerebro: Es el resultado de la fusión entre el ganglio impar del arquicerebro, dependiente del acron, y del par de ganglios del prosocerebro; es preoral. El protocerebro posee las estructuras relacionadas con los ojos compuestos, ocelos y el sistema endocrino:
  - Lóbulos prefrontales: Es una amplia región de la zona media del protocerebro donde se diferencian grupos de neuronas que constituyen la pars intercerrebralis; están relacionados con los ocelos y con el complejo endocrino. También se diferencia el cuerpo central y los cuerpos pedunculados o fungiformes. Estos dos centros son de asociación, están muy desarrollados en los insectos sociales. Van a regir en ellos la conducta de la colonia y el gregarismo de la misma.
  - Lóbulos ópticos: Inervan los ojos compuestos, y en ellos radica la visión. Están muy desarrollados en animales con ojos complejos como hexápodos o crustáceos. Se diferencian tres centros:
    - Lámina externa
    - Médula externa
    - Médula interna

Estos están relacionados entre sí por quiasmas.
- Deutocerebro: Resultado de la fusión de un par de ganglios; preoral. Del deutocerebro parten nervios que inervan el primer par de antenas (anténulas) de crustáceos y la antenas de hexápodos y miriápodos. En esos nervios hay que diferenciar dos ramas, la motora y la sensitiva. Además existen grupos de neuronas en los que residen centros de asociación con función olfativa y gustativa. Esos centros también se presentan en el tritocerebro. Los quelicerados carecen de deutocerebro; unos autores opinan que está atrofiado, mientras que otros creen que nunca lo han tenido.

- Tritocerebro: Resultado de la fusión de un par de ganglios; en origen es postoral. El tritocerebro inerva el segundo par de antenas de crustáceos, y en hexápodos y miriápodos, el segmento intercalar o premandibular, carente de apéndices. En los quelicerados inerva los quelíceros. De él parten nervios que lo relacionan con el sistema nervioso simpático o vegetativo (en el caso de los hexápodos, con el denominado ganglio frontal). Además del tritocerebro parte un conectivo periesofágico que se une al primer par de ganglios de la cadena nerviosa ganglionar ventral, y una comisura subesofágica que une los dos ganglios tritocerebrales entre sí.

En el protocerebro y deutocerebro, no se diferencian comisuras ni conectivos. El tritocerebro está formado por un par de ganglios que se unen a los anteriores en las cabezas denominadas tritocefálicas, perdiéndose los conectivos, mientras que en las cabezas deutocefálicas, se mantiene independiente, conservando los conectivos con el deutocerebro. Esto ocurre en algunos crustáceos como branquiópodos o cefalocáridos. En todos los casos, se diferencia la comisura, que es subesofágica.
Dentro de la cápsula cefálica, el cerebro tiene posición vertical; el protocerebro y el deutocerebro se sitúan hacia arriba, y el tritocerebro es inferior y se dirige hacia atrás.

##### Cadena nerviosa ganglionar ventral
Está formada por un par de ganglios por metámero que en principio presentan conectivos y comisuras. En grupos primitivos, los ganglios de cada par de segmentos se presentan disociados, y la estructura recuerda a una escalera de cuerda. Los grados de concentración y de acortamiento se deben a la supresión de las comisuras y los conectivos respectivamente.
Destaca el ganglio subesofágico; en hexápodos es resultado de la fusión de tres pares de ganglios ventrales correspondientes a los metámeros IV, V y VI e inerva las piezas bucales (las mandíbulas y los dos pares de maxilas) y por ello se llama gnatocerebro; en los decápodos, son seis los ganglios que se asocian (pues se incluyen los tres ganglios de los maxilípedos.

#### Sistema nervioso simpático o vegetativo
Neuronas sensitivas y motoras que forman ganglios y que se sitúan sobre las paredes del estomodeo. Este sistema está relacionado con el sistema nervioso central y con el sistema endocrino.
En el sistema nervioso simpático se diferencian dos partes.
- Sistema simpático estomatogástrico: Siempre está presente. Es de forma diversa, está formado por ganglios impares, unidos entre sí por nervios recurrentes. Tiene como función la regulación de los procesos de deglución y los movimientos peristálticos del tubo digestivo. Regula también los latidos cardíacos.
- Sistema simpático terminal o caudal: Puede o no estar presente. Es también impar, y está ligado a los últimos ganglios de la cadena nerviosa ganglionar ventral. Tiene como función la de inervar el proctodeo, actuar en procesos reproductores, de puesta de huevos y transferencia de esperma, y también regula los latidos de los estigmas de los últimos segmentos del abdomen.

### Sentidos

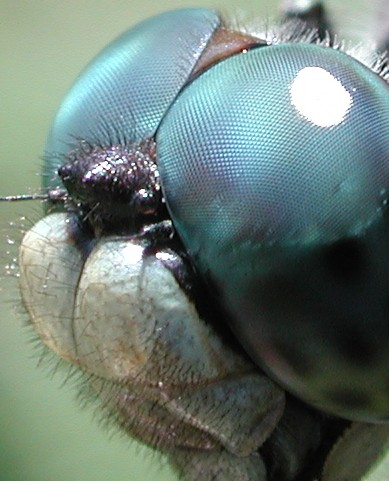
Ojos compuestos de una libélula. Ampliando la imagen se distinguen los omatidios.

La mayoría de los artrópodos están dotados de ojos, de los que existen varios modelos distintos. 
- Los ojos simples son cavidades esferoidales con una sencilla retina y cubiertos frontalmente por una córnea transparente, Su rendimiento óptico es muy limitado, con la excepción de los grandes ojos de algunas familias de arañas, como los saltícidos.
- Los ojos compuestos están constituidos por múltiples elementos equivalentes llamados omatidios que se disponen radialmente, de manera que cada uno apunta en una dirección diferente y entre todos cubren un ángulo de visión más o menos amplio. Cada omatidio contiene varias células sensibles, retinianas, detrás de elementos ópticos transparentes, cumpliendo la función que la córnea y el cristalino desempeñan en los ojos de los vertebrados. También hay células que envuelven el omatidio sellándolo frente a la luz. No todos los grupos presentan ojos compuestos, que están ausentes, por ejemplo, en los arácnidos.

La visión de muchos artrópodos presenta ventajas que suelen faltar en vertebrados, como la habilidad para ver en un espectro extendido que incluye el ultravioleta próximo, o para distinguir la dirección de polarización de la luz. La visión del color está casi siempre presente y puede ser muy rica; el crustáceo Squilla mantis presenta trece pigmentos distintos con diferente sensibilidad al color, lo que contrasta con el pobre sistema tricromático (de tres pigmentos) de la mayoría de los primates, incluida nuestra especie.
Distribuidos por todo el cuerpo, pueden encontrarse sensilias, que son receptores sensibles a los estímulos químicos, como los del gusto o el olfato, y receptores táctiles, asociado a antenas y palpos y también a setas táctiles, pelos que está asociados a una célula sensible. Algunos insectos disponen de un sentido del oído, lo que es revelado por la existencia de señales auditivas de comunicación intraespecífica, como por ejemplo en los grillos. Muchos son sensibles a las vibraciones del suelo, por las que detectan la presencia de presas o depredadores; otros, como las moscas, poseen tricobotrios capaces de percibir mínimos cambios de presión ambiental.
Los artrópodos suelen estar dotados de sensores de posición, sencillos, pero eficaces, que les ayudan a mantener la posición y el equilibrio, como los órganos cordotonales que un díptero tiene en los halterios.

## Reproducción
En la reproducción sexual, las hembras, tras ser fecundadas por los machos, ponen huevos. El desarrollo, a partir del huevo, puede ser directo o indirecto.
- En el desarrollo directo nace un individuo similar al adulto, aunque, como es lógico, de menor tamaño.

- En el desarrollo indirecto nace una larva, lo que implica una serie de cambios profundos denominados metamorfosis.

Se dan frecuentes casos de partenogénesis (la hembra produce un cigoto sin haber sido fecundada), sobre todo en crustáceos e insectos. También hay casos de reproducción por embriogénesis que es uno de los tipos de fragmentación donde las larvas, estados jóvenes o embrionarios se dividen en nuevos individuos. 
También se dan casos de hermafroditismo que aparecen sobre todo en especies parásitas o sésiles.

## Filogenia
Durante muchas décadas, las relaciones filogenéticas de los celomados se basaron en la concepción de los articulados (Articulata) de Cuvier, un clado formado por anélidos y artrópodos. Numerosos análisis morfológicos modernos basados en principios cladistas han corroborado la existencia del clado Articulata, por ejemplo, Brusca & Brusca, Nielsen o Nielsen et al., entre otros.
No obstante, diversos análisis cladísticos como el de datos combinados de Zrzavý et al (1998) y otros han llegado a la conclusión de que anélidos y artrópodos no están directamente relacionados. La presencia de metamerización en anélidos y artrópodos debe considerarse un caso de convergencia evolutiva. Por el contrario, estos estudios propusieron el clado Ecdysozoa en el que los artrópodos muestran estrechas relaciones filogenéticas con grupos pseudocelomados, como nematodos, nematomorfos, priapúlidos y quinorrincos, por la presencia compartida de una cutícula quitinosa y un proceso de muda (ecdisis) de la misma. Ecdysozoa, en su definición actual, incluye a los miembros de tres subclados putativos: Nematoida (Nematoda y Nematomorpha), Scalidophora (Priapulida, Loricifera y Kinorhyncha) y Panarthropoda (Arthropoda, Onychophora y Tardigrada).
La filogenia de los artrópodos ha sido muy controvertida, con una enfrentada polémica entre los partidarios del monofiletismo y los del polifiletismo. 
Snodgrass y Cisne
han defendido el monofiletismo, aunque el primero contempla los artrópodos divididos en arácnidos + mandibulados, y el segundo los interpreta divididos en esquizorrámeos y atelocerados.
Tiegs & Manton defendieron el difiletismo, con los artrópodos divididos en esquizorrámeos + unirrámeos y los onicóforos como grupo hermano de miriápodos + hexápodos.
Posteriormente, Manton
y Anderson sostuvieron el polifiletismo del grupo (ver Uniramia).
Con la aparición de los primeros estudios basados en datos moleculares y análisis combinados de datos morfológicos y moleculares, parece que la antigua polémica sobre monofilia y polifilia ha quedado superada, ya que todos ellos corroboran que los artrópodos son un grupo monofilético en el que se incluyen también los onicóforos y tardígrados (el clado se ha dado en llamar panartrópodos); la mayoría también proponen la existencia del clado Mandibulata que reúne a los subfilos Hexapoda, Crustacea y Myriapoda. Principalmente se había propuesto que los hexápodos podrían estar emparentados con los crustáceos o los miriápodos, sin embargo, la hipótesis de que estarían relacionados con los miriápodos se ha descartado en gran medida, debido a varios análisis moleculares y evidencias fósiles que sugieren que los hexápodos evolucionaron de crustáceos emparentados con Remipedia lo que hace a estos últimos un grupo parafilético, por tanto las relaciones filogenéticas de las clases de artrópodos quedarían de la siguiente manera:
|             | Pycnogonida                                             |
|             |                                                         |
| Prosomapoda | \| \| Xiphosura \| \| \| \| \| \| Arachnida \| \| \| \| |
|             | \| \| Xiphosura \| \| \| \| \| \| Arachnida \| \| \| \| |
|             | Xiphosura                                               |
|             |                                                         |
|             | Arachnida                                               |
|             |                                                         |

|  | Xiphosura |
|  |           |
|  | Arachnida |
|  |           |

|           | Diplopoda                                              |
|           |                                                        |
| Edafopoda | \| \| Symphyla \| \| \| \| \| \| Pauropoda \| \| \| \| |
|           | \| \| Symphyla \| \| \| \| \| \| Pauropoda \| \| \| \| |
|           | Symphyla                                               |
|           |                                                        |
|           | Pauropoda                                              |
|           |                                                        |

|  | Symphyla  |
|  |           |
|  | Pauropoda |
|  |           |

|           | Diplopoda                                              |
|           |                                                        |
| Edafopoda | \| \| Symphyla \| \| \| \| \| \| Pauropoda \| \| \| \| |
|           | \| \| Symphyla \| \| \| \| \| \| Pauropoda \| \| \| \| |
|           | Symphyla                                               |
|           |                                                        |
|           | Pauropoda                                              |
|           |                                                        |

|  | Symphyla  |
|  |           |
|  | Pauropoda |
|  |           |

|  | Ostracoda                                                       |
|  |                                                                 |
|  | \| \| Mystacocarida \| \| \| \| \| \| Ichthyostraca \| \| \| \| |
|  |                                                                 |
|  | Mystacocarida                                                   |
|  |                                                                 |
|  | Ichthyostraca                                                   |
|  |                                                                 |

|  | Mystacocarida |
|  |               |
|  | Ichthyostraca |
|  |               |

|  | Copepoda                                                      |
|  |                                                               |
|  | \| \| Tantulocarida \| \| \| \| \| \| Thecostraca \| \| \| \| |
|  |                                                               |
|  | Tantulocarida                                                 |
|  |                                                               |
|  | Thecostraca                                                   |
|  |                                                               |

|  | Tantulocarida |
|  |               |
|  | Thecostraca   |
|  |               |

|  | Copepoda                                                      |
|  |                                                               |
|  | \| \| Tantulocarida \| \| \| \| \| \| Thecostraca \| \| \| \| |
|  |                                                               |
|  | Tantulocarida                                                 |
|  |                                                               |
|  | Thecostraca                                                   |
|  |                                                               |

|  | Tantulocarida |
|  |               |
|  | Thecostraca   |
|  |               |

|  | Collembola |
|  |            |
|  | Protura    |
|  |            |

|  | Diplura |
|  |         |
|  | Insecta |
|  |         |

|  | Collembola |
|  |            |
|  | Protura    |
|  |            |

|  | Diplura |
|  |         |
|  | Insecta |
|  |         |

|  | Collembola |
|  |            |
|  | Protura    |
|  |            |

|  | Diplura |
|  |         |
|  | Insecta |
|  |         |

|  | Collembola |
|  |            |
|  | Protura    |
|  |            |

|  | Diplura |
|  |         |
|  | Insecta |
|  |         |

|  | Collembola |
|  |            |
|  | Protura    |
|  |            |

|  | Diplura |
|  |         |
|  | Insecta |
|  |         |

|  | Collembola |
|  |            |
|  | Protura    |
|  |            |

|  | Diplura |
|  |         |
|  | Insecta |
|  |         |

|  | Collembola |
|  |            |
|  | Protura    |
|  |            |

|  | Diplura |
|  |         |
|  | Insecta |
|  |         |

|  | Collembola |
|  |            |
|  | Protura    |
|  |            |

|  | Diplura |
|  |         |
|  | Insecta |
|  |         |

|  | Collembola |
|  |            |
|  | Protura    |
|  |            |

|  | Diplura |
|  |         |
|  | Insecta |
|  |         |

|  | Collembola |
|  |            |
|  | Protura    |
|  |            |

|  | Diplura |
|  |         |
|  | Insecta |
|  |         |

|  | Collembola |
|  |            |
|  | Protura    |
|  |            |

|  | Diplura |
|  |         |
|  | Insecta |
|  |         |

|  | Collembola |
|  |            |
|  | Protura    |
|  |            |

|  | Diplura |
|  |         |
|  | Insecta |
|  |         |

|  | Collembola |
|  |            |
|  | Protura    |
|  |            |

|  | Diplura |
|  |         |
|  | Insecta |
|  |         |

|  | Collembola |
|  |            |
|  | Protura    |
|  |            |

|  | Diplura |
|  |         |
|  | Insecta |
|  |         |

|  | Collembola |
|  |            |
|  | Protura    |
|  |            |

|  | Diplura |
|  |         |
|  | Insecta |
|  |         |

|  | Collembola |
|  |            |
|  | Protura    |
|  |            |

|  | Diplura |
|  |         |
|  | Insecta |
|  |         |

|  | Copepoda                                                      |
|  |                                                               |
|  | \| \| Tantulocarida \| \| \| \| \| \| Thecostraca \| \| \| \| |
|  |                                                               |
|  | Tantulocarida                                                 |
|  |                                                               |
|  | Thecostraca                                                   |
|  |                                                               |

|  | Tantulocarida |
|  |               |
|  | Thecostraca   |
|  |               |

|  | Copepoda                                                      |
|  |                                                               |
|  | \| \| Tantulocarida \| \| \| \| \| \| Thecostraca \| \| \| \| |
|  |                                                               |
|  | Tantulocarida                                                 |
|  |                                                               |
|  | Thecostraca                                                   |
|  |                                                               |

|  | Tantulocarida |
|  |               |
|  | Thecostraca   |
|  |               |

|  | Collembola |
|  |            |
|  | Protura    |
|  |            |

|  | Diplura |
|  |         |
|  | Insecta |
|  |         |

|  | Collembola |
|  |            |
|  | Protura    |
|  |            |

|  | Diplura |
|  |         |
|  | Insecta |
|  |         |

|  | Collembola |
|  |            |
|  | Protura    |
|  |            |

|  | Diplura |
|  |         |
|  | Insecta |
|  |         |

|  | Collembola |
|  |            |
|  | Protura    |
|  |            |

|  | Diplura |
|  |         |
|  | Insecta |
|  |         |

|  | Collembola |
|  |            |
|  | Protura    |
|  |            |

|  | Diplura |
|  |         |
|  | Insecta |
|  |         |

|  | Collembola |
|  |            |
|  | Protura    |
|  |            |

|  | Diplura |
|  |         |
|  | Insecta |
|  |         |

|  | Collembola |
|  |            |
|  | Protura    |
|  |            |

|  | Diplura |
|  |         |
|  | Insecta |
|  |         |

|  | Collembola |
|  |            |
|  | Protura    |
|  |            |

|  | Diplura |
|  |         |
|  | Insecta |
|  |         |

|  | Collembola |
|  |            |
|  | Protura    |
|  |            |

|  | Diplura |
|  |         |
|  | Insecta |
|  |         |

|  | Collembola |
|  |            |
|  | Protura    |
|  |            |

|  | Diplura |
|  |         |
|  | Insecta |
|  |         |

|  | Collembola |
|  |            |
|  | Protura    |
|  |            |

|  | Diplura |
|  |         |
|  | Insecta |
|  |         |

|  | Collembola |
|  |            |
|  | Protura    |
|  |            |

|  | Diplura |
|  |         |
|  | Insecta |
|  |         |

|  | Collembola |
|  |            |
|  | Protura    |
|  |            |

|  | Diplura |
|  |         |
|  | Insecta |
|  |         |

|  | Collembola |
|  |            |
|  | Protura    |
|  |            |

|  | Diplura |
|  |         |
|  | Insecta |
|  |         |

|  | Collembola |
|  |            |
|  | Protura    |
|  |            |

|  | Diplura |
|  |         |
|  | Insecta |
|  |         |

|  | Collembola |
|  |            |
|  | Protura    |
|  |            |

|  | Diplura |
|  |         |
|  | Insecta |
|  |         |

|  | Ostracoda                                                       |
|  |                                                                 |
|  | \| \| Mystacocarida \| \| \| \| \| \| Ichthyostraca \| \| \| \| |
|  |                                                                 |
|  | Mystacocarida                                                   |
|  |                                                                 |
|  | Ichthyostraca                                                   |
|  |                                                                 |

|  | Mystacocarida |
|  |               |
|  | Ichthyostraca |
|  |               |

|  | Copepoda                                                      |
|  |                                                               |
|  | \| \| Tantulocarida \| \| \| \| \| \| Thecostraca \| \| \| \| |
|  |                                                               |
|  | Tantulocarida                                                 |
|  |                                                               |
|  | Thecostraca                                                   |
|  |                                                               |

|  | Tantulocarida |
|  |               |
|  | Thecostraca   |
|  |               |

|  | Copepoda                                                      |
|  |                                                               |
|  | \| \| Tantulocarida \| \| \| \| \| \| Thecostraca \| \| \| \| |
|  |                                                               |
|  | Tantulocarida                                                 |
|  |                                                               |
|  | Thecostraca                                                   |
|  |                                                               |

|  | Tantulocarida |
|  |               |
|  | Thecostraca   |
|  |               |

|  | Collembola |
|  |            |
|  | Protura    |
|  |            |

|  | Diplura |
|  |         |
|  | Insecta |
|  |         |

|  | Collembola |
|  |            |
|  | Protura    |
|  |            |

|  | Diplura |
|  |         |
|  | Insecta |
|  |         |

|  | Collembola |
|  |            |
|  | Protura    |
|  |            |

|  | Diplura |
|  |         |
|  | Insecta |
|  |         |

|  | Collembola |
|  |            |
|  | Protura    |
|  |            |

|  | Diplura |
|  |         |
|  | Insecta |
|  |         |

|  | Collembola |
|  |            |
|  | Protura    |
|  |            |

|  | Diplura |
|  |         |
|  | Insecta |
|  |         |

|  | Collembola |
|  |            |
|  | Protura    |
|  |            |

|  | Diplura |
|  |         |
|  | Insecta |
|  |         |

|  | Collembola |
|  |            |
|  | Protura    |
|  |            |

|  | Diplura |
|  |         |
|  | Insecta |
|  |         |

|  | Collembola |
|  |            |
|  | Protura    |
|  |            |

|  | Diplura |
|  |         |
|  | Insecta |
|  |         |

|  | Collembola |
|  |            |
|  | Protura    |
|  |            |

|  | Diplura |
|  |         |
|  | Insecta |
|  |         |

|  | Collembola |
|  |            |
|  | Protura    |
|  |            |

|  | Diplura |
|  |         |
|  | Insecta |
|  |         |

|  | Collembola |
|  |            |
|  | Protura    |
|  |            |

|  | Diplura |
|  |         |
|  | Insecta |
|  |         |

|  | Collembola |
|  |            |
|  | Protura    |
|  |            |

|  | Diplura |
|  |         |
|  | Insecta |
|  |         |

|  | Collembola |
|  |            |
|  | Protura    |
|  |            |

|  | Diplura |
|  |         |
|  | Insecta |
|  |         |

|  | Collembola |
|  |            |
|  | Protura    |
|  |            |

|  | Diplura |
|  |         |
|  | Insecta |
|  |         |

|  | Collembola |
|  |            |
|  | Protura    |
|  |            |

|  | Diplura |
|  |         |
|  | Insecta |
|  |         |

|  | Collembola |
|  |            |
|  | Protura    |
|  |            |

|  | Diplura |
|  |         |
|  | Insecta |
|  |         |

|  | Copepoda                                                      |
|  |                                                               |
|  | \| \| Tantulocarida \| \| \| \| \| \| Thecostraca \| \| \| \| |
|  |                                                               |
|  | Tantulocarida                                                 |
|  |                                                               |
|  | Thecostraca                                                   |
|  |                                                               |

|  | Tantulocarida |
|  |               |
|  | Thecostraca   |
|  |               |

|  | Copepoda                                                      |
|  |                                                               |
|  | \| \| Tantulocarida \| \| \| \| \| \| Thecostraca \| \| \| \| |
|  |                                                               |
|  | Tantulocarida                                                 |
|  |                                                               |
|  | Thecostraca                                                   |
|  |                                                               |

|  | Tantulocarida |
|  |               |
|  | Thecostraca   |
|  |               |

|  | Collembola |
|  |            |
|  | Protura    |
|  |            |

|  | Diplura |
|  |         |
|  | Insecta |
|  |         |

|  | Collembola |
|  |            |
|  | Protura    |
|  |            |

|  | Diplura |
|  |         |
|  | Insecta |
|  |         |

|  | Collembola |
|  |            |
|  | Protura    |
|  |            |

|  | Diplura |
|  |         |
|  | Insecta |
|  |         |

|  | Collembola |
|  |            |
|  | Protura    |
|  |            |

|  | Diplura |
|  |         |
|  | Insecta |
|  |         |

|  | Collembola |
|  |            |
|  | Protura    |
|  |            |

|  | Diplura |
|  |         |
|  | Insecta |
|  |         |

|  | Collembola |
|  |            |
|  | Protura    |
|  |            |

|  | Diplura |
|  |         |
|  | Insecta |
|  |         |

|  | Collembola |
|  |            |
|  | Protura    |
|  |            |

|  | Diplura |
|  |         |
|  | Insecta |
|  |         |

|  | Collembola |
|  |            |
|  | Protura    |
|  |            |

|  | Diplura |
|  |         |
|  | Insecta |
|  |         |

|  | Collembola |
|  |            |
|  | Protura    |
|  |            |

|  | Diplura |
|  |         |
|  | Insecta |
|  |         |

|  | Collembola |
|  |            |
|  | Protura    |
|  |            |

|  | Diplura |
|  |         |
|  | Insecta |
|  |         |

|  | Collembola |
|  |            |
|  | Protura    |
|  |            |

|  | Diplura |
|  |         |
|  | Insecta |
|  |         |

|  | Collembola |
|  |            |
|  | Protura    |
|  |            |

|  | Diplura |
|  |         |
|  | Insecta |
|  |         |

|  | Collembola |
|  |            |
|  | Protura    |
|  |            |

|  | Diplura |
|  |         |
|  | Insecta |
|  |         |

|  | Collembola |
|  |            |
|  | Protura    |
|  |            |

|  | Diplura |
|  |         |
|  | Insecta |
|  |         |

|  | Collembola |
|  |            |
|  | Protura    |
|  |            |

|  | Diplura |
|  |         |
|  | Insecta |
|  |         |

|  | Collembola |
|  |            |
|  | Protura    |
|  |            |

|  | Diplura |
|  |         |
|  | Insecta |
|  |         |

|           | Diplopoda                                              |
|           |                                                        |
| Edafopoda | \| \| Symphyla \| \| \| \| \| \| Pauropoda \| \| \| \| |
|           | \| \| Symphyla \| \| \| \| \| \| Pauropoda \| \| \| \| |
|           | Symphyla                                               |
|           |                                                        |
|           | Pauropoda                                              |
|           |                                                        |

|  | Symphyla  |
|  |           |
|  | Pauropoda |
|  |           |

|           | Diplopoda                                              |
|           |                                                        |
| Edafopoda | \| \| Symphyla \| \| \| \| \| \| Pauropoda \| \| \| \| |
|           | \| \| Symphyla \| \| \| \| \| \| Pauropoda \| \| \| \| |
|           | Symphyla                                               |
|           |                                                        |
|           | Pauropoda                                              |
|           |                                                        |

|  | Symphyla  |
|  |           |
|  | Pauropoda |
|  |           |

|  | Ostracoda                                                       |
|  |                                                                 |
|  | \| \| Mystacocarida \| \| \| \| \| \| Ichthyostraca \| \| \| \| |
|  |                                                                 |
|  | Mystacocarida                                                   |
|  |                                                                 |
|  | Ichthyostraca                                                   |
|  |                                                                 |

|  | Mystacocarida |
|  |               |
|  | Ichthyostraca |
|  |               |

|  | Copepoda                                                      |
|  |                                                               |
|  | \| \| Tantulocarida \| \| \| \| \| \| Thecostraca \| \| \| \| |
|  |                                                               |
|  | Tantulocarida                                                 |
|  |                                                               |
|  | Thecostraca                                                   |
|  |                                                               |

|  | Tantulocarida |
|  |               |
|  | Thecostraca   |
|  |               |

|  | Copepoda                                                      |
|  |                                                               |
|  | \| \| Tantulocarida \| \| \| \| \| \| Thecostraca \| \| \| \| |
|  |                                                               |
|  | Tantulocarida                                                 |
|  |                                                               |
|  | Thecostraca                                                   |
|  |                                                               |

|  | Tantulocarida |
|  |               |
|  | Thecostraca   |
|  |               |

|  | Collembola |
|  |            |
|  | Protura    |
|  |            |

|  | Diplura |
|  |         |
|  | Insecta |
|  |         |

|  | Collembola |
|  |            |
|  | Protura    |
|  |            |

|  | Diplura |
|  |         |
|  | Insecta |
|  |         |

|  | Collembola |
|  |            |
|  | Protura    |
|  |            |

|  | Diplura |
|  |         |
|  | Insecta |
|  |         |

|  | Collembola |
|  |            |
|  | Protura    |
|  |            |

|  | Diplura |
|  |         |
|  | Insecta |
|  |         |

|  | Collembola |
|  |            |
|  | Protura    |
|  |            |

|  | Diplura |
|  |         |
|  | Insecta |
|  |         |

|  | Collembola |
|  |            |
|  | Protura    |
|  |            |

|  | Diplura |
|  |         |
|  | Insecta |
|  |         |

|  | Collembola |
|  |            |
|  | Protura    |
|  |            |

|  | Diplura |
|  |         |
|  | Insecta |
|  |         |

|  | Collembola |
|  |            |
|  | Protura    |
|  |            |

|  | Diplura |
|  |         |
|  | Insecta |
|  |         |

|  | Collembola |
|  |            |
|  | Protura    |
|  |            |

|  | Diplura |
|  |         |
|  | Insecta |
|  |         |

|  | Collembola |
|  |            |
|  | Protura    |
|  |            |

|  | Diplura |
|  |         |
|  | Insecta |
|  |         |

|  | Collembola |
|  |            |
|  | Protura    |
|  |            |

|  | Diplura |
|  |         |
|  | Insecta |
|  |         |

|  | Collembola |
|  |            |
|  | Protura    |
|  |            |

|  | Diplura |
|  |         |
|  | Insecta |
|  |         |

|  | Collembola |
|  |            |
|  | Protura    |
|  |            |

|  | Diplura |
|  |         |
|  | Insecta |
|  |         |

|  | Collembola |
|  |            |
|  | Protura    |
|  |            |

|  | Diplura |
|  |         |
|  | Insecta |
|  |         |

|  | Collembola |
|  |            |
|  | Protura    |
|  |            |

|  | Diplura |
|  |         |
|  | Insecta |
|  |         |

|  | Collembola |
|  |            |
|  | Protura    |
|  |            |

|  | Diplura |
|  |         |
|  | Insecta |
|  |         |

|  | Copepoda                                                      |
|  |                                                               |
|  | \| \| Tantulocarida \| \| \| \| \| \| Thecostraca \| \| \| \| |
|  |                                                               |
|  | Tantulocarida                                                 |
|  |                                                               |
|  | Thecostraca                                                   |
|  |                                                               |

|  | Tantulocarida |
|  |               |
|  | Thecostraca   |
|  |               |

|  | Copepoda                                                      |
|  |                                                               |
|  | \| \| Tantulocarida \| \| \| \| \| \| Thecostraca \| \| \| \| |
|  |                                                               |
|  | Tantulocarida                                                 |
|  |                                                               |
|  | Thecostraca                                                   |
|  |                                                               |

|  | Tantulocarida |
|  |               |
|  | Thecostraca   |
|  |               |

|  | Collembola |
|  |            |
|  | Protura    |
|  |            |

|  | Diplura |
|  |         |
|  | Insecta |
|  |         |

|  | Collembola |
|  |            |
|  | Protura    |
|  |            |

|  | Diplura |
|  |         |
|  | Insecta |
|  |         |

|  | Collembola |
|  |            |
|  | Protura    |
|  |            |

|  | Diplura |
|  |         |
|  | Insecta |
|  |         |

|  | Collembola |
|  |            |
|  | Protura    |
|  |            |

|  | Diplura |
|  |         |
|  | Insecta |
|  |         |

|  | Collembola |
|  |            |
|  | Protura    |
|  |            |

|  | Diplura |
|  |         |
|  | Insecta |
|  |         |

|  | Collembola |
|  |            |
|  | Protura    |
|  |            |

|  | Diplura |
|  |         |
|  | Insecta |
|  |         |

|  | Collembola |
|  |            |
|  | Protura    |
|  |            |

|  | Diplura |
|  |         |
|  | Insecta |
|  |         |

|  | Collembola |
|  |            |
|  | Protura    |
|  |            |

|  | Diplura |
|  |         |
|  | Insecta |
|  |         |

|  | Collembola |
|  |            |
|  | Protura    |
|  |            |

|  | Diplura |
|  |         |
|  | Insecta |
|  |         |

|  | Collembola |
|  |            |
|  | Protura    |
|  |            |

|  | Diplura |
|  |         |
|  | Insecta |
|  |         |

|  | Collembola |
|  |            |
|  | Protura    |
|  |            |

|  | Diplura |
|  |         |
|  | Insecta |
|  |         |

|  | Collembola |
|  |            |
|  | Protura    |
|  |            |

|  | Diplura |
|  |         |
|  | Insecta |
|  |         |

|  | Collembola |
|  |            |
|  | Protura    |
|  |            |

|  | Diplura |
|  |         |
|  | Insecta |
|  |         |

|  | Collembola |
|  |            |
|  | Protura    |
|  |            |

|  | Diplura |
|  |         |
|  | Insecta |
|  |         |

|  | Collembola |
|  |            |
|  | Protura    |
|  |            |

|  | Diplura |
|  |         |
|  | Insecta |
|  |         |

|  | Collembola |
|  |            |
|  | Protura    |
|  |            |

|  | Diplura |
|  |         |
|  | Insecta |
|  |         |

|  | Ostracoda                                                       |
|  |                                                                 |
|  | \| \| Mystacocarida \| \| \| \| \| \| Ichthyostraca \| \| \| \| |
|  |                                                                 |
|  | Mystacocarida                                                   |
|  |                                                                 |
|  | Ichthyostraca                                                   |
|  |                                                                 |

|  | Mystacocarida |
|  |               |
|  | Ichthyostraca |
|  |               |

|  | Copepoda                                                      |
|  |                                                               |
|  | \| \| Tantulocarida \| \| \| \| \| \| Thecostraca \| \| \| \| |
|  |                                                               |
|  | Tantulocarida                                                 |
|  |                                                               |
|  | Thecostraca                                                   |
|  |                                                               |

|  | Tantulocarida |
|  |               |
|  | Thecostraca   |
|  |               |

|  | Copepoda                                                      |
|  |                                                               |
|  | \| \| Tantulocarida \| \| \| \| \| \| Thecostraca \| \| \| \| |
|  |                                                               |
|  | Tantulocarida                                                 |
|  |                                                               |
|  | Thecostraca                                                   |
|  |                                                               |

|  | Tantulocarida |
|  |               |
|  | Thecostraca   |
|  |               |

|  | Collembola |
|  |            |
|  | Protura    |
|  |            |

|  | Diplura |
|  |         |
|  | Insecta |
|  |         |

|  | Collembola |
|  |            |
|  | Protura    |
|  |            |

|  | Diplura |
|  |         |
|  | Insecta |
|  |         |

|  | Collembola |
|  |            |
|  | Protura    |
|  |            |

|  | Diplura |
|  |         |
|  | Insecta |
|  |         |

|  | Collembola |
|  |            |
|  | Protura    |
|  |            |

|  | Diplura |
|  |         |
|  | Insecta |
|  |         |

|  | Collembola |
|  |            |
|  | Protura    |
|  |            |

|  | Diplura |
|  |         |
|  | Insecta |
|  |         |

|  | Collembola |
|  |            |
|  | Protura    |
|  |            |

|  | Diplura |
|  |         |
|  | Insecta |
|  |         |

|  | Collembola |
|  |            |
|  | Protura    |
|  |            |

|  | Diplura |
|  |         |
|  | Insecta |
|  |         |

|  | Collembola |
|  |            |
|  | Protura    |
|  |            |

|  | Diplura |
|  |         |
|  | Insecta |
|  |         |

|  | Collembola |
|  |            |
|  | Protura    |
|  |            |

|  | Diplura |
|  |         |
|  | Insecta |
|  |         |

|  | Collembola |
|  |            |
|  | Protura    |
|  |            |

|  | Diplura |
|  |         |
|  | Insecta |
|  |         |

|  | Collembola |
|  |            |
|  | Protura    |
|  |            |

|  | Diplura |
|  |         |
|  | Insecta |
|  |         |

|  | Collembola |
|  |            |
|  | Protura    |
|  |            |

|  | Diplura |
|  |         |
|  | Insecta |
|  |         |

|  | Collembola |
|  |            |
|  | Protura    |
|  |            |

|  | Diplura |
|  |         |
|  | Insecta |
|  |         |

|  | Collembola |
|  |            |
|  | Protura    |
|  |            |

|  | Diplura |
|  |         |
|  | Insecta |
|  |         |

|  | Collembola |
|  |            |
|  | Protura    |
|  |            |

|  | Diplura |
|  |         |
|  | Insecta |
|  |         |

|  | Collembola |
|  |            |
|  | Protura    |
|  |            |

|  | Diplura |
|  |         |
|  | Insecta |
|  |         |

|  | Copepoda                                                      |
|  |                                                               |
|  | \| \| Tantulocarida \| \| \| \| \| \| Thecostraca \| \| \| \| |
|  |                                                               |
|  | Tantulocarida                                                 |
|  |                                                               |
|  | Thecostraca                                                   |
|  |                                                               |

|  | Tantulocarida |
|  |               |
|  | Thecostraca   |
|  |               |

|  | Copepoda                                                      |
|  |                                                               |
|  | \| \| Tantulocarida \| \| \| \| \| \| Thecostraca \| \| \| \| |
|  |                                                               |
|  | Tantulocarida                                                 |
|  |                                                               |
|  | Thecostraca                                                   |
|  |                                                               |

|  | Tantulocarida |
|  |               |
|  | Thecostraca   |
|  |               |

|  | Collembola |
|  |            |
|  | Protura    |
|  |            |

|  | Diplura |
|  |         |
|  | Insecta |
|  |         |

|  | Collembola |
|  |            |
|  | Protura    |
|  |            |

|  | Diplura |
|  |         |
|  | Insecta |
|  |         |

|  | Collembola |
|  |            |
|  | Protura    |
|  |            |

|  | Diplura |
|  |         |
|  | Insecta |
|  |         |

|  | Collembola |
|  |            |
|  | Protura    |
|  |            |

|  | Diplura |
|  |         |
|  | Insecta |
|  |         |

|  | Collembola |
|  |            |
|  | Protura    |
|  |            |

|  | Diplura |
|  |         |
|  | Insecta |
|  |         |

|  | Collembola |
|  |            |
|  | Protura    |
|  |            |

|  | Diplura |
|  |         |
|  | Insecta |
|  |         |

|  | Collembola |
|  |            |
|  | Protura    |
|  |            |

|  | Diplura |
|  |         |
|  | Insecta |
|  |         |

|  | Collembola |
|  |            |
|  | Protura    |
|  |            |

|  | Diplura |
|  |         |
|  | Insecta |
|  |         |

|  | Collembola |
|  |            |
|  | Protura    |
|  |            |

|  | Diplura |
|  |         |
|  | Insecta |
|  |         |

|  | Collembola |
|  |            |
|  | Protura    |
|  |            |

|  | Diplura |
|  |         |
|  | Insecta |
|  |         |

|  | Collembola |
|  |            |
|  | Protura    |
|  |            |

|  | Diplura |
|  |         |
|  | Insecta |
|  |         |

|  | Collembola |
|  |            |
|  | Protura    |
|  |            |

|  | Diplura |
|  |         |
|  | Insecta |
|  |         |

|  | Collembola |
|  |            |
|  | Protura    |
|  |            |

|  | Diplura |
|  |         |
|  | Insecta |
|  |         |

|  | Collembola |
|  |            |
|  | Protura    |
|  |            |

|  | Diplura |
|  |         |
|  | Insecta |
|  |         |

|  | Collembola |
|  |            |
|  | Protura    |
|  |            |

|  | Diplura |
|  |         |
|  | Insecta |
|  |         |

|  | Collembola |
|  |            |
|  | Protura    |
|  |            |

|  | Diplura |
|  |         |
|  | Insecta |
|  |         |

|             | Pycnogonida                                             |
|             |                                                         |
| Prosomapoda | \| \| Xiphosura \| \| \| \| \| \| Arachnida \| \| \| \| |
|             | \| \| Xiphosura \| \| \| \| \| \| Arachnida \| \| \| \| |
|             | Xiphosura                                               |
|             |                                                         |
|             | Arachnida                                               |
|             |                                                         |

|  | Xiphosura |
|  |           |
|  | Arachnida |
|  |           |

|           | Diplopoda                                              |
|           |                                                        |
| Edafopoda | \| \| Symphyla \| \| \| \| \| \| Pauropoda \| \| \| \| |
|           | \| \| Symphyla \| \| \| \| \| \| Pauropoda \| \| \| \| |
|           | Symphyla                                               |
|           |                                                        |
|           | Pauropoda                                              |
|           |                                                        |

|  | Symphyla  |
|  |           |
|  | Pauropoda |
|  |           |

|           | Diplopoda                                              |
|           |                                                        |
| Edafopoda | \| \| Symphyla \| \| \| \| \| \| Pauropoda \| \| \| \| |
|           | \| \| Symphyla \| \| \| \| \| \| Pauropoda \| \| \| \| |
|           | Symphyla                                               |
|           |                                                        |
|           | Pauropoda                                              |
|           |                                                        |

|  | Symphyla  |
|  |           |
|  | Pauropoda |
|  |           |

|  | Ostracoda                                                       |
|  |                                                                 |
|  | \| \| Mystacocarida \| \| \| \| \| \| Ichthyostraca \| \| \| \| |
|  |                                                                 |
|  | Mystacocarida                                                   |
|  |                                                                 |
|  | Ichthyostraca                                                   |
|  |                                                                 |

|  | Mystacocarida |
|  |               |
|  | Ichthyostraca |
|  |               |

|  | Copepoda                                                      |
|  |                                                               |
|  | \| \| Tantulocarida \| \| \| \| \| \| Thecostraca \| \| \| \| |
|  |                                                               |
|  | Tantulocarida                                                 |
|  |                                                               |
|  | Thecostraca                                                   |
|  |                                                               |

|  | Tantulocarida |
|  |               |
|  | Thecostraca   |
|  |               |

|  | Copepoda                                                      |
|  |                                                               |
|  | \| \| Tantulocarida \| \| \| \| \| \| Thecostraca \| \| \| \| |
|  |                                                               |
|  | Tantulocarida                                                 |
|  |                                                               |
|  | Thecostraca                                                   |
|  |                                                               |

|  | Tantulocarida |
|  |               |
|  | Thecostraca   |
|  |               |

|  | Collembola |
|  |            |
|  | Protura    |
|  |            |

|  | Diplura |
|  |         |
|  | Insecta |
|  |         |

|  | Collembola |
|  |            |
|  | Protura    |
|  |            |

|  | Diplura |
|  |         |
|  | Insecta |
|  |         |

|  | Collembola |
|  |            |
|  | Protura    |
|  |            |

|  | Diplura |
|  |         |
|  | Insecta |
|  |         |

|  | Collembola |
|  |            |
|  | Protura    |
|  |            |

|  | Diplura |
|  |         |
|  | Insecta |
|  |         |

|  | Collembola |
|  |            |
|  | Protura    |
|  |            |

|  | Diplura |
|  |         |
|  | Insecta |
|  |         |

|  | Collembola |
|  |            |
|  | Protura    |
|  |            |

|  | Diplura |
|  |         |
|  | Insecta |
|  |         |

|  | Collembola |
|  |            |
|  | Protura    |
|  |            |

|  | Diplura |
|  |         |
|  | Insecta |
|  |         |

|  | Collembola |
|  |            |
|  | Protura    |
|  |            |

|  | Diplura |
|  |         |
|  | Insecta |
|  |         |

|  | Collembola |
|  |            |
|  | Protura    |
|  |            |

|  | Diplura |
|  |         |
|  | Insecta |
|  |         |

|  | Collembola |
|  |            |
|  | Protura    |
|  |            |

|  | Diplura |
|  |         |
|  | Insecta |
|  |         |

|  | Collembola |
|  |            |
|  | Protura    |
|  |            |

|  | Diplura |
|  |         |
|  | Insecta |
|  |         |

|  | Collembola |
|  |            |
|  | Protura    |
|  |            |

|  | Diplura |
|  |         |
|  | Insecta |
|  |         |

|  | Collembola |
|  |            |
|  | Protura    |
|  |            |

|  | Diplura |
|  |         |
|  | Insecta |
|  |         |

|  | Collembola |
|  |            |
|  | Protura    |
|  |            |

|  | Diplura |
|  |         |
|  | Insecta |
|  |         |

|  | Collembola |
|  |            |
|  | Protura    |
|  |            |

|  | Diplura |
|  |         |
|  | Insecta |
|  |         |

|  | Collembola |
|  |            |
|  | Protura    |
|  |            |

|  | Diplura |
|  |         |
|  | Insecta |
|  |         |

|  | Copepoda                                                      |
|  |                                                               |
|  | \| \| Tantulocarida \| \| \| \| \| \| Thecostraca \| \| \| \| |
|  |                                                               |
|  | Tantulocarida                                                 |
|  |                                                               |
|  | Thecostraca                                                   |
|  |                                                               |

|  | Tantulocarida |
|  |               |
|  | Thecostraca   |
|  |               |

|  | Copepoda                                                      |
|  |                                                               |
|  | \| \| Tantulocarida \| \| \| \| \| \| Thecostraca \| \| \| \| |
|  |                                                               |
|  | Tantulocarida                                                 |
|  |                                                               |
|  | Thecostraca                                                   |
|  |                                                               |

|  | Tantulocarida |
|  |               |
|  | Thecostraca   |
|  |               |

|  | Collembola |
|  |            |
|  | Protura    |
|  |            |

|  | Diplura |
|  |         |
|  | Insecta |
|  |         |

|  | Collembola |
|  |            |
|  | Protura    |
|  |            |

|  | Diplura |
|  |         |
|  | Insecta |
|  |         |

|  | Collembola |
|  |            |
|  | Protura    |
|  |            |

|  | Diplura |
|  |         |
|  | Insecta |
|  |         |

|  | Collembola |
|  |            |
|  | Protura    |
|  |            |

|  | Diplura |
|  |         |
|  | Insecta |
|  |         |

|  | Collembola |
|  |            |
|  | Protura    |
|  |            |

|  | Diplura |
|  |         |
|  | Insecta |
|  |         |

|  | Collembola |
|  |            |
|  | Protura    |
|  |            |

|  | Diplura |
|  |         |
|  | Insecta |
|  |         |

|  | Collembola |
|  |            |
|  | Protura    |
|  |            |

|  | Diplura |
|  |         |
|  | Insecta |
|  |         |

|  | Collembola |
|  |            |
|  | Protura    |
|  |            |

|  | Diplura |
|  |         |
|  | Insecta |
|  |         |

|  | Collembola |
|  |            |
|  | Protura    |
|  |            |

|  | Diplura |
|  |         |
|  | Insecta |
|  |         |

|  | Collembola |
|  |            |
|  | Protura    |
|  |            |

|  | Diplura |
|  |         |
|  | Insecta |
|  |         |

|  | Collembola |
|  |            |
|  | Protura    |
|  |            |

|  | Diplura |
|  |         |
|  | Insecta |
|  |         |

|  | Collembola |
|  |            |
|  | Protura    |
|  |            |

|  | Diplura |
|  |         |
|  | Insecta |
|  |         |

|  | Collembola |
|  |            |
|  | Protura    |
|  |            |

|  | Diplura |
|  |         |
|  | Insecta |
|  |         |

|  | Collembola |
|  |            |
|  | Protura    |
|  |            |

|  | Diplura |
|  |         |
|  | Insecta |
|  |         |

|  | Collembola |
|  |            |
|  | Protura    |
|  |            |

|  | Diplura |
|  |         |
|  | Insecta |
|  |         |

|  | Collembola |
|  |            |
|  | Protura    |
|  |            |

|  | Diplura |
|  |         |
|  | Insecta |
|  |         |

|  | Ostracoda                                                       |
|  |                                                                 |
|  | \| \| Mystacocarida \| \| \| \| \| \| Ichthyostraca \| \| \| \| |
|  |                                                                 |
|  | Mystacocarida                                                   |
|  |                                                                 |
|  | Ichthyostraca                                                   |
|  |                                                                 |

|  | Mystacocarida |
|  |               |
|  | Ichthyostraca |
|  |               |

|  | Copepoda                                                      |
|  |                                                               |
|  | \| \| Tantulocarida \| \| \| \| \| \| Thecostraca \| \| \| \| |
|  |                                                               |
|  | Tantulocarida                                                 |
|  |                                                               |
|  | Thecostraca                                                   |
|  |                                                               |

|  | Tantulocarida |
|  |               |
|  | Thecostraca   |
|  |               |

|  | Copepoda                                                      |
|  |                                                               |
|  | \| \| Tantulocarida \| \| \| \| \| \| Thecostraca \| \| \| \| |
|  |                                                               |
|  | Tantulocarida                                                 |
|  |                                                               |
|  | Thecostraca                                                   |
|  |                                                               |

|  | Tantulocarida |
|  |               |
|  | Thecostraca   |
|  |               |

|  | Collembola |
|  |            |
|  | Protura    |
|  |            |

|  | Diplura |
|  |         |
|  | Insecta |
|  |         |

|  | Collembola |
|  |            |
|  | Protura    |
|  |            |

|  | Diplura |
|  |         |
|  | Insecta |
|  |         |

|  | Collembola |
|  |            |
|  | Protura    |
|  |            |

|  | Diplura |
|  |         |
|  | Insecta |
|  |         |

|  | Collembola |
|  |            |
|  | Protura    |
|  |            |

|  | Diplura |
|  |         |
|  | Insecta |
|  |         |

|  | Collembola |
|  |            |
|  | Protura    |
|  |            |

|  | Diplura |
|  |         |
|  | Insecta |
|  |         |

|  | Collembola |
|  |            |
|  | Protura    |
|  |            |

|  | Diplura |
|  |         |
|  | Insecta |
|  |         |

|  | Collembola |
|  |            |
|  | Protura    |
|  |            |

|  | Diplura |
|  |         |
|  | Insecta |
|  |         |

|  | Collembola |
|  |            |
|  | Protura    |
|  |            |

|  | Diplura |
|  |         |
|  | Insecta |
|  |         |

|  | Collembola |
|  |            |
|  | Protura    |
|  |            |

|  | Diplura |
|  |         |
|  | Insecta |
|  |         |

|  | Collembola |
|  |            |
|  | Protura    |
|  |            |

|  | Diplura |
|  |         |
|  | Insecta |
|  |         |

|  | Collembola |
|  |            |
|  | Protura    |
|  |            |

|  | Diplura |
|  |         |
|  | Insecta |
|  |         |

|  | Collembola |
|  |            |
|  | Protura    |
|  |            |

|  | Diplura |
|  |         |
|  | Insecta |
|  |         |

|  | Collembola |
|  |            |
|  | Protura    |
|  |            |

|  | Diplura |
|  |         |
|  | Insecta |
|  |         |

|  | Collembola |
|  |            |
|  | Protura    |
|  |            |

|  | Diplura |
|  |         |
|  | Insecta |
|  |         |

|  | Collembola |
|  |            |
|  | Protura    |
|  |            |

|  | Diplura |
|  |         |
|  | Insecta |
|  |         |

|  | Collembola |
|  |            |
|  | Protura    |
|  |            |

|  | Diplura |
|  |         |
|  | Insecta |
|  |         |

|  | Copepoda                                                      |
|  |                                                               |
|  | \| \| Tantulocarida \| \| \| \| \| \| Thecostraca \| \| \| \| |
|  |                                                               |
|  | Tantulocarida                                                 |
|  |                                                               |
|  | Thecostraca                                                   |
|  |                                                               |

|  | Tantulocarida |
|  |               |
|  | Thecostraca   |
|  |               |

|  | Copepoda                                                      |
|  |                                                               |
|  | \| \| Tantulocarida \| \| \| \| \| \| Thecostraca \| \| \| \| |
|  |                                                               |
|  | Tantulocarida                                                 |
|  |                                                               |
|  | Thecostraca                                                   |
|  |                                                               |

|  | Tantulocarida |
|  |               |
|  | Thecostraca   |
|  |               |

|  | Collembola |
|  |            |
|  | Protura    |
|  |            |

|  | Diplura |
|  |         |
|  | Insecta |
|  |         |

|  | Collembola |
|  |            |
|  | Protura    |
|  |            |

|  | Diplura |
|  |         |
|  | Insecta |
|  |         |

|  | Collembola |
|  |            |
|  | Protura    |
|  |            |

|  | Diplura |
|  |         |
|  | Insecta |
|  |         |

|  | Collembola |
|  |            |
|  | Protura    |
|  |            |

|  | Diplura |
|  |         |
|  | Insecta |
|  |         |

|  | Collembola |
|  |            |
|  | Protura    |
|  |            |

|  | Diplura |
|  |         |
|  | Insecta |
|  |         |

|  | Collembola |
|  |            |
|  | Protura    |
|  |            |

|  | Diplura |
|  |         |
|  | Insecta |
|  |         |

|  | Collembola |
|  |            |
|  | Protura    |
|  |            |

|  | Diplura |
|  |         |
|  | Insecta |
|  |         |

|  | Collembola |
|  |            |
|  | Protura    |
|  |            |

|  | Diplura |
|  |         |
|  | Insecta |
|  |         |

|  | Collembola |
|  |            |
|  | Protura    |
|  |            |

|  | Diplura |
|  |         |
|  | Insecta |
|  |         |

|  | Collembola |
|  |            |
|  | Protura    |
|  |            |

|  | Diplura |
|  |         |
|  | Insecta |
|  |         |

|  | Collembola |
|  |            |
|  | Protura    |
|  |            |

|  | Diplura |
|  |         |
|  | Insecta |
|  |         |

|  | Collembola |
|  |            |
|  | Protura    |
|  |            |

|  | Diplura |
|  |         |
|  | Insecta |
|  |         |

|  | Collembola |
|  |            |
|  | Protura    |
|  |            |

|  | Diplura |
|  |         |
|  | Insecta |
|  |         |

|  | Collembola |
|  |            |
|  | Protura    |
|  |            |

|  | Diplura |
|  |         |
|  | Insecta |
|  |         |

|  | Collembola |
|  |            |
|  | Protura    |
|  |            |

|  | Diplura |
|  |         |
|  | Insecta |
|  |         |

|  | Collembola |
|  |            |
|  | Protura    |
|  |            |

|  | Diplura |
|  |         |
|  | Insecta |
|  |         |

|           | Diplopoda                                              |
|           |                                                        |
| Edafopoda | \| \| Symphyla \| \| \| \| \| \| Pauropoda \| \| \| \| |
|           | \| \| Symphyla \| \| \| \| \| \| Pauropoda \| \| \| \| |
|           | Symphyla                                               |
|           |                                                        |
|           | Pauropoda                                              |
|           |                                                        |

|  | Symphyla  |
|  |           |
|  | Pauropoda |
|  |           |

|           | Diplopoda                                              |
|           |                                                        |
| Edafopoda | \| \| Symphyla \| \| \| \| \| \| Pauropoda \| \| \| \| |
|           | \| \| Symphyla \| \| \| \| \| \| Pauropoda \| \| \| \| |
|           | Symphyla                                               |
|           |                                                        |
|           | Pauropoda                                              |
|           |                                                        |

|  | Symphyla  |
|  |           |
|  | Pauropoda |
|  |           |

|  | Ostracoda                                                       |
|  |                                                                 |
|  | \| \| Mystacocarida \| \| \| \| \| \| Ichthyostraca \| \| \| \| |
|  |                                                                 |
|  | Mystacocarida                                                   |
|  |                                                                 |
|  | Ichthyostraca                                                   |
|  |                                                                 |

|  | Mystacocarida |
|  |               |
|  | Ichthyostraca |
|  |               |

|  | Copepoda                                                      |
|  |                                                               |
|  | \| \| Tantulocarida \| \| \| \| \| \| Thecostraca \| \| \| \| |
|  |                                                               |
|  | Tantulocarida                                                 |
|  |                                                               |
|  | Thecostraca                                                   |
|  |                                                               |

|  | Tantulocarida |
|  |               |
|  | Thecostraca   |
|  |               |

|  | Copepoda                                                      |
|  |                                                               |
|  | \| \| Tantulocarida \| \| \| \| \| \| Thecostraca \| \| \| \| |
|  |                                                               |
|  | Tantulocarida                                                 |
|  |                                                               |
|  | Thecostraca                                                   |
|  |                                                               |

|  | Tantulocarida |
|  |               |
|  | Thecostraca   |
|  |               |

|  | Collembola |
|  |            |
|  | Protura    |
|  |            |

|  | Diplura |
|  |         |
|  | Insecta |
|  |         |

|  | Collembola |
|  |            |
|  | Protura    |
|  |            |

|  | Diplura |
|  |         |
|  | Insecta |
|  |         |

|  | Collembola |
|  |            |
|  | Protura    |
|  |            |

|  | Diplura |
|  |         |
|  | Insecta |
|  |         |

|  | Collembola |
|  |            |
|  | Protura    |
|  |            |

|  | Diplura |
|  |         |
|  | Insecta |
|  |         |

|  | Collembola |
|  |            |
|  | Protura    |
|  |            |

|  | Diplura |
|  |         |
|  | Insecta |
|  |         |

|  | Collembola |
|  |            |
|  | Protura    |
|  |            |

|  | Diplura |
|  |         |
|  | Insecta |
|  |         |

|  | Collembola |
|  |            |
|  | Protura    |
|  |            |

|  | Diplura |
|  |         |
|  | Insecta |
|  |         |

|  | Collembola |
|  |            |
|  | Protura    |
|  |            |

|  | Diplura |
|  |         |
|  | Insecta |
|  |         |

|  | Collembola |
|  |            |
|  | Protura    |
|  |            |

|  | Diplura |
|  |         |
|  | Insecta |
|  |         |

|  | Collembola |
|  |            |
|  | Protura    |
|  |            |

|  | Diplura |
|  |         |
|  | Insecta |
|  |         |

|  | Collembola |
|  |            |
|  | Protura    |
|  |            |

|  | Diplura |
|  |         |
|  | Insecta |
|  |         |

|  | Collembola |
|  |            |
|  | Protura    |
|  |            |

|  | Diplura |
|  |         |
|  | Insecta |
|  |         |

|  | Collembola |
|  |            |
|  | Protura    |
|  |            |

|  | Diplura |
|  |         |
|  | Insecta |
|  |         |

|  | Collembola |
|  |            |
|  | Protura    |
|  |            |

|  | Diplura |
|  |         |
|  | Insecta |
|  |         |

|  | Collembola |
|  |            |
|  | Protura    |
|  |            |

|  | Diplura |
|  |         |
|  | Insecta |
|  |         |

|  | Collembola |
|  |            |
|  | Protura    |
|  |            |

|  | Diplura |
|  |         |
|  | Insecta |
|  |         |

|  | Copepoda                                                      |
|  |                                                               |
|  | \| \| Tantulocarida \| \| \| \| \| \| Thecostraca \| \| \| \| |
|  |                                                               |
|  | Tantulocarida                                                 |
|  |                                                               |
|  | Thecostraca                                                   |
|  |                                                               |

|  | Tantulocarida |
|  |               |
|  | Thecostraca   |
|  |               |

|  | Copepoda                                                      |
|  |                                                               |
|  | \| \| Tantulocarida \| \| \| \| \| \| Thecostraca \| \| \| \| |
|  |                                                               |
|  | Tantulocarida                                                 |
|  |                                                               |
|  | Thecostraca                                                   |
|  |                                                               |

|  | Tantulocarida |
|  |               |
|  | Thecostraca   |
|  |               |

|  | Collembola |
|  |            |
|  | Protura    |
|  |            |

|  | Diplura |
|  |         |
|  | Insecta |
|  |         |

|  | Collembola |
|  |            |
|  | Protura    |
|  |            |

|  | Diplura |
|  |         |
|  | Insecta |
|  |         |

|  | Collembola |
|  |            |
|  | Protura    |
|  |            |

|  | Diplura |
|  |         |
|  | Insecta |
|  |         |

|  | Collembola |
|  |            |
|  | Protura    |
|  |            |

|  | Diplura |
|  |         |
|  | Insecta |
|  |         |

|  | Collembola |
|  |            |
|  | Protura    |
|  |            |

|  | Diplura |
|  |         |
|  | Insecta |
|  |         |

|  | Collembola |
|  |            |
|  | Protura    |
|  |            |

|  | Diplura |
|  |         |
|  | Insecta |
|  |         |

|  | Collembola |
|  |            |
|  | Protura    |
|  |            |

|  | Diplura |
|  |         |
|  | Insecta |
|  |         |

|  | Collembola |
|  |            |
|  | Protura    |
|  |            |

|  | Diplura |
|  |         |
|  | Insecta |
|  |         |

|  | Collembola |
|  |            |
|  | Protura    |
|  |            |

|  | Diplura |
|  |         |
|  | Insecta |
|  |         |

|  | Collembola |
|  |            |
|  | Protura    |
|  |            |

|  | Diplura |
|  |         |
|  | Insecta |
|  |         |

|  | Collembola |
|  |            |
|  | Protura    |
|  |            |

|  | Diplura |
|  |         |
|  | Insecta |
|  |         |

|  | Collembola |
|  |            |
|  | Protura    |
|  |            |

|  | Diplura |
|  |         |
|  | Insecta |
|  |         |

|  | Collembola |
|  |            |
|  | Protura    |
|  |            |

|  | Diplura |
|  |         |
|  | Insecta |
|  |         |

|  | Collembola |
|  |            |
|  | Protura    |
|  |            |

|  | Diplura |
|  |         |
|  | Insecta |
|  |         |

|  | Collembola |
|  |            |
|  | Protura    |
|  |            |

|  | Diplura |
|  |         |
|  | Insecta |
|  |         |

|  | Collembola |
|  |            |
|  | Protura    |
|  |            |

|  | Diplura |
|  |         |
|  | Insecta |
|  |         |

|  | Ostracoda                                                       |
|  |                                                                 |
|  | \| \| Mystacocarida \| \| \| \| \| \| Ichthyostraca \| \| \| \| |
|  |                                                                 |
|  | Mystacocarida                                                   |
|  |                                                                 |
|  | Ichthyostraca                                                   |
|  |                                                                 |

|  | Mystacocarida |
|  |               |
|  | Ichthyostraca |
|  |               |

|  | Copepoda                                                      |
|  |                                                               |
|  | \| \| Tantulocarida \| \| \| \| \| \| Thecostraca \| \| \| \| |
|  |                                                               |
|  | Tantulocarida                                                 |
|  |                                                               |
|  | Thecostraca                                                   |
|  |                                                               |

|  | Tantulocarida |
|  |               |
|  | Thecostraca   |
|  |               |

|  | Copepoda                                                      |
|  |                                                               |
|  | \| \| Tantulocarida \| \| \| \| \| \| Thecostraca \| \| \| \| |
|  |                                                               |
|  | Tantulocarida                                                 |
|  |                                                               |
|  | Thecostraca                                                   |
|  |                                                               |

|  | Tantulocarida |
|  |               |
|  | Thecostraca   |
|  |               |

|  | Collembola |
|  |            |
|  | Protura    |
|  |            |

|  | Diplura |
|  |         |
|  | Insecta |
|  |         |

|  | Collembola |
|  |            |
|  | Protura    |
|  |            |

|  | Diplura |
|  |         |
|  | Insecta |
|  |         |

|  | Collembola |
|  |            |
|  | Protura    |
|  |            |

|  | Diplura |
|  |         |
|  | Insecta |
|  |         |

|  | Collembola |
|  |            |
|  | Protura    |
|  |            |

|  | Diplura |
|  |         |
|  | Insecta |
|  |         |

|  | Collembola |
|  |            |
|  | Protura    |
|  |            |

|  | Diplura |
|  |         |
|  | Insecta |
|  |         |

|  | Collembola |
|  |            |
|  | Protura    |
|  |            |

|  | Diplura |
|  |         |
|  | Insecta |
|  |         |

|  | Collembola |
|  |            |
|  | Protura    |
|  |            |

|  | Diplura |
|  |         |
|  | Insecta |
|  |         |

|  | Collembola |
|  |            |
|  | Protura    |
|  |            |

|  | Diplura |
|  |         |
|  | Insecta |
|  |         |

|  | Collembola |
|  |            |
|  | Protura    |
|  |            |

|  | Diplura |
|  |         |
|  | Insecta |
|  |         |

|  | Collembola |
|  |            |
|  | Protura    |
|  |            |

|  | Diplura |
|  |         |
|  | Insecta |
|  |         |

|  | Collembola |
|  |            |
|  | Protura    |
|  |            |

|  | Diplura |
|  |         |
|  | Insecta |
|  |         |

|  | Collembola |
|  |            |
|  | Protura    |
|  |            |

|  | Diplura |
|  |         |
|  | Insecta |
|  |         |

|  | Collembola |
|  |            |
|  | Protura    |
|  |            |

|  | Diplura |
|  |         |
|  | Insecta |
|  |         |

|  | Collembola |
|  |            |
|  | Protura    |
|  |            |

|  | Diplura |
|  |         |
|  | Insecta |
|  |         |

|  | Collembola |
|  |            |
|  | Protura    |
|  |            |

|  | Diplura |
|  |         |
|  | Insecta |
|  |         |

|  | Collembola |
|  |            |
|  | Protura    |
|  |            |

|  | Diplura |
|  |         |
|  | Insecta |
|  |         |

|  | Copepoda                                                      |
|  |                                                               |
|  | \| \| Tantulocarida \| \| \| \| \| \| Thecostraca \| \| \| \| |
|  |                                                               |
|  | Tantulocarida                                                 |
|  |                                                               |
|  | Thecostraca                                                   |
|  |                                                               |

|  | Tantulocarida |
|  |               |
|  | Thecostraca   |
|  |               |

|  | Copepoda                                                      |
|  |                                                               |
|  | \| \| Tantulocarida \| \| \| \| \| \| Thecostraca \| \| \| \| |
|  |                                                               |
|  | Tantulocarida                                                 |
|  |                                                               |
|  | Thecostraca                                                   |
|  |                                                               |

|  | Tantulocarida |
|  |               |
|  | Thecostraca   |
|  |               |

|  | Collembola |
|  |            |
|  | Protura    |
|  |            |

|  | Diplura |
|  |         |
|  | Insecta |
|  |         |

|  | Collembola |
|  |            |
|  | Protura    |
|  |            |

|  | Diplura |
|  |         |
|  | Insecta |
|  |         |

|  | Collembola |
|  |            |
|  | Protura    |
|  |            |

|  | Diplura |
|  |         |
|  | Insecta |
|  |         |

|  | Collembola |
|  |            |
|  | Protura    |
|  |            |

|  | Diplura |
|  |         |
|  | Insecta |
|  |         |

|  | Collembola |
|  |            |
|  | Protura    |
|  |            |

|  | Diplura |
|  |         |
|  | Insecta |
|  |         |

|  | Collembola |
|  |            |
|  | Protura    |
|  |            |

|  | Diplura |
|  |         |
|  | Insecta |
|  |         |

|  | Collembola |
|  |            |
|  | Protura    |
|  |            |

|  | Diplura |
|  |         |
|  | Insecta |
|  |         |

|  | Collembola |
|  |            |
|  | Protura    |
|  |            |

|  | Diplura |
|  |         |
|  | Insecta |
|  |         |

|  | Collembola |
|  |            |
|  | Protura    |
|  |            |

|  | Diplura |
|  |         |
|  | Insecta |
|  |         |

|  | Collembola |
|  |            |
|  | Protura    |
|  |            |

|  | Diplura |
|  |         |
|  | Insecta |
|  |         |

|  | Collembola |
|  |            |
|  | Protura    |
|  |            |

|  | Diplura |
|  |         |
|  | Insecta |
|  |         |

|  | Collembola |
|  |            |
|  | Protura    |
|  |            |

|  | Diplura |
|  |         |
|  | Insecta |
|  |         |

|  | Collembola |
|  |            |
|  | Protura    |
|  |            |

|  | Diplura |
|  |         |
|  | Insecta |
|  |         |

|  | Collembola |
|  |            |
|  | Protura    |
|  |            |

|  | Diplura |
|  |         |
|  | Insecta |
|  |         |

|  | Collembola |
|  |            |
|  | Protura    |
|  |            |

|  | Diplura |
|  |         |
|  | Insecta |
|  |         |

|  | Collembola |
|  |            |
|  | Protura    |
|  |            |

|  | Diplura |
|  |         |
|  | Insecta |
|  |         |

### Linajes
El filo de los artrópodos (Arthropoda) actualmente se divide en cinco linajes principales:
- Artiopoda: es un grupo extinto de numerosos animales marinos que desaparecieron durante la extinción masiva del Pérmico-Triásico, aunque estaban en declive antes de este golpe mortal, habiendo sido reducidos a un orden en la extinción del Devónico tardío. Contienen grupos como los trilobites.
- Chelicerata: comprende las arañas de mar, los cangrejos herradura, junto con los arácnidos terrestres como los ácaros, las arañas, los escorpiones y relacionados que se caracterizan por la presencia de quelíceros, apéndices justo encima o delante de las piezas bucales. Los quelíceros aparecen en escorpiones y cangrejos herradura como diminutas garras que utilizan para alimentarse, pero los de las arañas se han desarrollado como colmillos que inyectan veneno.
- Myriapoda: artrópodos mandibulados, comprende los milpiés, ciempiés, paurópodos y sínfilos, que se caracterizan por tener numerosos segmentos corporales, cada uno de los cuales tiene uno o dos pares de patas (o, en algunos casos, carece de patas). Todos los miembros son exclusivamente terrestres.
- Pancrustacea: artrópodos mandibulados, comprende a los crustáceos y los hexápodos. La mayoría de los grupos son principalmente acuáticos (dos excepciones notables son las cochinillas de humedad y los hexápodos, que son puramente terrestres) y se caracterizan por tener apéndices birrámeos. El grupo más abundante de pancrustáceos son los hexápodos terrestres, que comprenden insectos, dipluros, colémbolos, proturos, con seis patas torácicas.

Adicionalmente, hay muchos más grupos (y varios géneros sueltos) extintos que no encajan en ninguno de los anteriores, cuya clasificación ha sido motivo de debate, pero con solo algunos que han sido finalmente asignados o relacionados con algún grupo existente; algunos ejemplos son: Dinocaridida (artrópodos basales), Megacheira (relacionados con los quelicerados), Marrellomorpha (?), Hymenocarina (mandibulados), Fuxianhuiida (mandibulados), Bradorida (?), Isoxyida (?), Phosphatocopina (posibles mandibulados), entre otros.

## Taxonomía
Los artrópodos tradicionalmente se dividen en los siguientes subfilos:
- Trilobitomorpha †
- Chelicerata
- Crustacea
- Myriapoda
- Hexapoda